# Cyryl I (patriarcha Antiochii)
Cyryl I – 19. patriarcha Antiochii; sprawował urząd w latach 283–303, święty Kościoła katolickiego i Cerkwi prawosławnej. Jest wpisany do Martylologium Rzymskiego pod datą 22 lipca.